# العلاقات الجيبوتية الغينية
العلاقات الجيبوتية الغينية هي العلاقات الثنائية التي تجمع بين جيبوتي وغينيا.

## مقارنة بين البلدين
هذه مقارنة عامة ومرجعية للدولتين:
| وجه المقارنة                                              | جيبوتي                    | غينيا       |
| --------------------------------------------------------- | ------------------------- | ----------- |
| المساحة (كم2)                                             | 23.20 ألف                 | 245.86 ألف  |
| عدد السكان (نسمة)                                         | 956.99 ألف                | 12.72 مليون |
| الكثافة السكانية (ن./كم²)                                 | 41.25                     | 51.74       |
| العاصمة                                                   | جيبوتي                    | كوناكري     |
| اللغة الرسمية                                             | لغة فرنسية، اللغة العربية | لغة فرنسية  |
| العملة                                                    | فرنك جيبوتي               | فرنك غيني   |
| الناتج المحلي الإجمالي (بليون دولار)                      | 1.84 مليار                | 10.50 مليار |
| الناتج المحلي الإجمالي (تعادل القوة الشرائية) بليون دولار | 3.10 مليار                | 15.24 مليار |
| الناتج المحلي الإجمالي الاسمي للفرد دولار أمريكي          | 1.95 ألف                  | 531         |
| الناتج المحلي الإجمالي للفرد دولار أمريكي                 | 3.27 ألف                  | 1.22 ألف    |
| مؤشر التنمية البشرية                                      | 0.470                     | 0.411       |
| رمز المكالمات الدولي                                      | +253                      | +224        |
| رمز الإنترنت                                              | .dj                       | .gn         |
| المنطقة الزمنية                                           | ت ع م+03:00               | 00          |

## منظمات دولية مشتركة
يشترك البلدان في عضوية مجموعة من المنظمات الدولية، منها:
| علم المنظمة | اسم المنظمة                                 | تاريخ انضمام جيبوتي | تاريخ انضمام غينيا |
| ----------- | ------------------------------------------- | ------------------- | ------------------ |
|             | مؤسسة التنمية الدولية                       | 1 أكتوبر 1980       | 26 سبتمبر 1969     |
|             | يونسكو                                      | 31 أغسطس 1989       | 2 فبراير 1960      |
|             | وكالة ضمان الاستثمار متعدد الأطراف          | 12 يناير 2007       | 5 أكتوبر 1995      |
|             | الأمم المتحدة                               | 20 سبتمبر 1977      | 12 ديسمبر 1958     |
|             | مجموعة دول أفريقيا والكاريبي والمحيط الهادئ | ?                   | ?                  |
|             | الاتحاد البريدي العالمي                     | ?                   | ?                  |
|             | البنك الدولي للإنشاء والتعمير               | 1 أكتوبر 1980       | 28 سبتمبر 1963     |
|             | أفريستات ‏                                   | 2010                | 2000               |
|             | منظمة التعاون الإسلامي                      | ?                   | ?                  |
|             | منظمة حظر الأسلحة الكيميائية                | ?                   | ?                  |
|             | مؤسسة التمويل الدولية                       | 1 أكتوبر 1980       | 22 أكتوبر 1982     |
|             | منظمة التجارة العالمية                      | ?                   | 25 أكتوبر 1995     |
|             | منظمة الشرطة الجنائية الدولية               | ?                   | ?                  |
|             | الاتحاد الأفريقي                            | ?                   | 1963               |
|             | البنك الإفريقي للتنمية                      | ?                   | ?                  |